# Pablo Alicea
Pablo Alicea Rodríguez (Santurce, 7 luglio 1963) è un ex cestista portoricano.

## Carriera
Con Porto Rico ha disputato i Giochi olimpici di Atlanta 1996 e due edizioni dei Campionati americani (1989, 1995).